# Jericalla

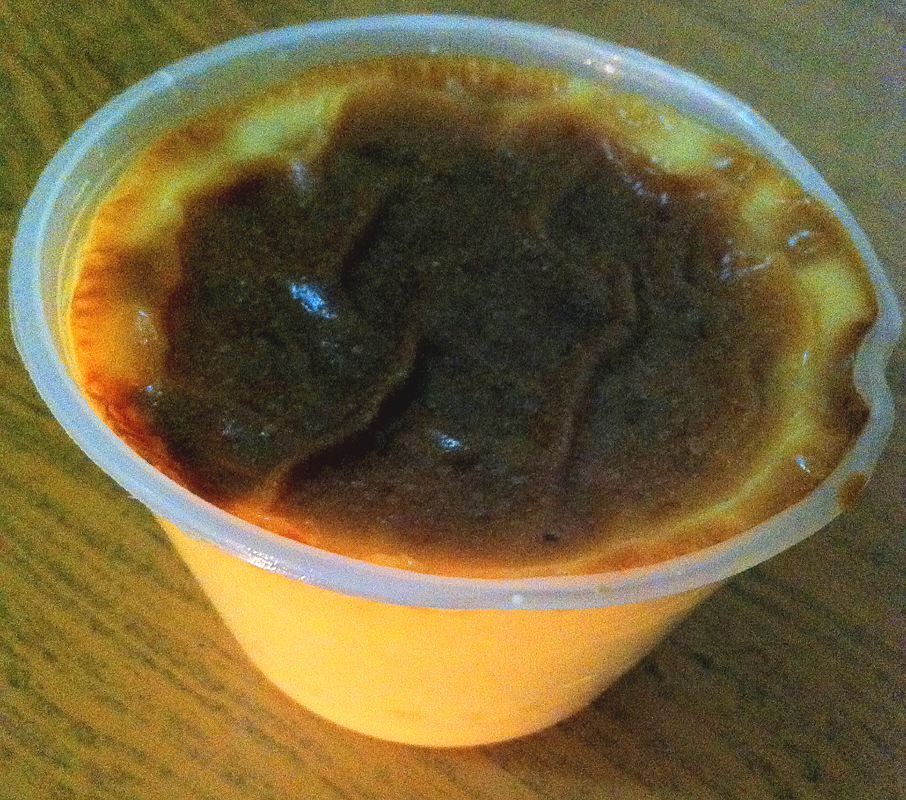
Jericalla, postre típico de Guadalajara, Jalisco.

La jericalla, jericaya o chiricaya es un postre mexicano, típico de la gastronomía del estado de Jalisco, originario de  la ciudad de Guadalajara, Jalisco, y que también se puede disfrutar en diversos países de Centroamérica. Está hecho a base de leche, huevos, vainilla, canela y azúcar.

## Historia
Aunque se tienen distintas versiones del origen de este postre regional, una de las más populares se remonta al siglo XIX cuando las monjas preparaban este postre para los niños huérfanos albergados en el Hospicio Cabañas en el antiguo barrio San Juan de Dios en el centro de Guadalajara, Jalisco. Este postre lleva el nombre de la región natal de una de las madres, Jérica.